# كريغ بريسون
كريغ بريسون (بالإنجليزية: Craig Bryson)‏ (6 نوفمبر 1986 في المملكة المتحدة - ) هو لاعب كرة قدم بريطاني في مركز الوسط. شارك مع منتخب اسكتلندا تحت 21 سنة لكرة القدم ومنتخب اسكتلندا لكرة القدم. أما مع النوادي، فقد لعب مع ديربي كاونتي ونادي كيلمارنوك ونادي كلايد وEast Kilbride Thistle F.C. ‏.

## مسيرته الكروية
لعب كريغ بريسون خلال مسيرته الاحترافية مع 5 أندية في ثمانية عشر موسمًا وسجل خلالها 62 هدفًا ضمن 494 مباراة. ولم يفز بأي موسم بالكأس أو بالدوري.
خاض كريغ بريسون مسيرته مع نادي كلايد في موسم 2003–04 ليلعب معه أربعة مواسم، مشاركًا في 95 مباراة سجل خلالها 8 أهداف. ثم انتقل إلى نادي كيلمارنوك في موسم 2007–08 ليلعب معه أربعة مواسم، حيث شارك في 118 مباراة سجل خلالها 12 هدفًا. لينتقل بعدها إلى نادي ديربي كاونتي في موسم 2011–12 في المرة الأولى ليلعب معه سبعة مواسم ثم في موسم 2018–19 لمدة موسم واحد، مشاركًا طوالها في 251 مباراة سجل خلالها 40 هدف. ثم انتقل إلى نادي كارديف سيتي في موسم 2017–18 لمدة موسم واحد، مشاركًا في 22 مباراة سجل خلالها هدفين. هذا وانتقل لاحقًا إلى نادي أبردين في موسم 2019–20 لمدة موسم واحد، مشاركًا في 8 مباريات ولم يسجل أي هدف.

## وصلات خارجية
- كريغ بريسون على موقع قاعدة بيانات كرة القدم.إي يو (الإنجليزية)
- كريغ بريسون على موقع ناشيونال فوتبول تيمز (الإنجليزية)
- كريغ بريسون على موقع Soccerbase.com (لاعب) (الإنجليزية)
- كريغ بريسون على موقع Soccerway.com (الإنجليزية)
- كريغ بريسون على موقع عالم كرة القدم.نت (الإنجليزية)